# Phanerotoma franklini
Phanerotoma franklini är en stekelart som beskrevs av Charles Joseph Gahan 1917. Phanerotoma franklini ingår i släktet Phanerotoma och familjen bracksteklar. Inga underarter finns listade i Catalogue of Life.